# Asparagus fysonii
Asparagus fysonii — вид рослин із родини холодкових (Asparagaceae).

## Біоморфологічна характеристика
Прямовисний озброєний кущ; стебло пряме, високе, гладке; гілки жолобчасті; шипи прямі, довгі; кладодії 4–9 мм завдовжки. Листки зменшені до мізерних, чітко остисті. Квітки білі, дрібні, по 1–2 разом, поодинокі, скупчені чи зонтикові. Оцвітина 6-роздільна. Тичинок 6; пиляки довгасті. Плід — куляста, м'ясиста ягода; насіння 1–6.

## Середовище проживання
Ендемік півдня Індії.